# 전왕손
전왕손(田王孫, ? ~ ?)는 전한 중기의 유학자로, 양나라 탕군 사람이다.

## 행적
정관의 밑에서 《역경》을 익혔고, 박사(博士)를 지냈다.
제자로 시수·맹희·양구하가 있었다.

## 출전
- 반고, 《한서》 권88 유림전